# Raised on Rock (canción de Elvis Presley)
"Raised on Rock" es el nombre de la canción principal de un sencillo de Elvis Presley de 1973 editado en ese formato por la compañía RCA cuya pieza principal es el tema del género rock and roll compuesta por Mark James, "Raised on Rock" en la cara A y la balada country "For Ol' Times Sake" compuesta por Tony Joe White en la cara B. El sencillo ingresó al Billboard Hot 100 permaneciendo allí por 9 semanas y alcanzó el puesto # 41 mientras que en la lista Easy Listening Chart alcanzó el puesto # 27 y permaneció en la misma durante 7 semanas.Por otra parte, "Raised on Rock" accedió al UK Singles Chart donde se posicionó en el puesto # 36. El disco simple vendió en su momento unas 250.000 copias en Estados Unidos.Posteriormente el sencillo vendería algo más de 300.000 copias. Ambos temas del sencillo se editaron ese mismo año en el álbum homónimamente llamado "Raised on Rock".

## Grabación
Para 1973 la compañía RCA estaba negociando firmar un contrato de siete años con Presley para que el artista les garantizara la grabación de cuatro sencillos y dos álbumes por año como contrapartida para recibir regalías por medio millón de dólares. George Parkhill el representante legal le escribió a Elvis que, con la idea de tener merchandising disponible, estaban planeando una sesión de grabación para mediados de julio, especificando con términos inusualmente forzosos que se esperaba que la sesión que debía programarse a conveniencia de Elvis en los estudios Stax, diera como resultado un álbum de música pop, dos sencillos y un álbum de música sacra.
Elvis grabó "Raised on Rock" / "For the Ol' Times Sake" en los legendarios estudios Stax de Memphis, Tennessee, a solo 5 minutos de distancia de su mansión Graceland, el 23 de julio de 1973. El primero de los temas consistía en un moderno rock and roll muy acorde al estilo que el mismo Elvis se encargó de establecer y popularizar, compuesto por Mark James, del cual Elvis ya había registrado su propia versión del exitoso tema Suspicious Minds. El otro tema, alineado dentro del género country se adaptaba aún más al estado anímico de Presley, que estaba próximo a firmar su divorcio de su esposa Princilla Beaulieu, al que interpreta con tanto sentimiento que por momentos pareciera como si la voz de Elvis se fuese a quebrar.

## Carátula
La carátula del sencillo tuvo como imagen una fotografía de perfil de Elvis durante el concierto dado ese mismo año Aloha from Hawaii. La postura de Elvis sosteniendo el micrófono con una mano mientras que de su cuello cuelga una de sus guitarras acústicas, indica que él estaba entonando en ese momento uno de los primeros temas del recital.

## Críticas
Roy Carr y Mike Farren comentaron respecto al tema "Raised on Rock" en Elvis: The Illustrated Record que la letra de la canción "es inconsistente con Elvis, ya que él es un contemporáneo de las canciones de los artistas que se mencionan en la misma". En efecto, la canción se basa en la vida de alguien que crece escuchando temas como Hound Dog y Johnny B. Good y al que le informan que esaclase de música es rock and roll, cuando fue el propio Elvis uno de los principales forjadores del género.

## Listas
| Listas (1973)                  | Posición alcanzada |
| ------------------------------ | ------------------ |
| Billboard Hot 100              | 41                 |
| Billboard Easy Listening Chart | 27                 |
| UK Singles Chart               | 36                 |

## Ventas
El sencillo fue uno de los tantos trabajos de Elvis que si bien lograron ventas significativas, al no conseguir alcanzar en los Estados Unidos la cifra de 500.000 copias vendidas para ser certificado como disco de oro, la RIAA no lo toma en cuenta a la hora de medir las ventas globales de Elvis. En este caso "Raised on Rock" específicamente, tuvo unas 300.000 unidades vendidas a nivel local, motivo por el cual no se contabilizaron en las ventas globales, algo que al igual que sucedió con muchos otros lanzamientos de Presley, fueron cuestionados por parte de la Elvis Presley Enterprise a la RIAA. Ver Anexo:Discografía de Elvis Presley